# (2180) Marjaleena
(2180) Marjaleena ist ein Asteroid des Hauptgürtels, der am 8. September 1940 von dem finnischen Astronomen Heikki A. Alikoski in Turku entdeckt wurde.
Der Asteroid wurde nach der Tochter des Entdeckers, Marjaleena Johnsson, benannt.